# 小南蛇藤
小南蛇藤（学名：Celastrus cuneatus）是卫矛科南蛇藤属的植物，是中国的特有植物。分布于中国大陆的湖北、四川等地，生长于海拔50米至600米的地区，多生在山坡和路旁的灌木丛中，目前尚未由人工引种栽培。

## 异名
- Celastrus orbiculatus Thunb. var. cuneatus Rehd. et Wils.